# Marcus Schenkenberg

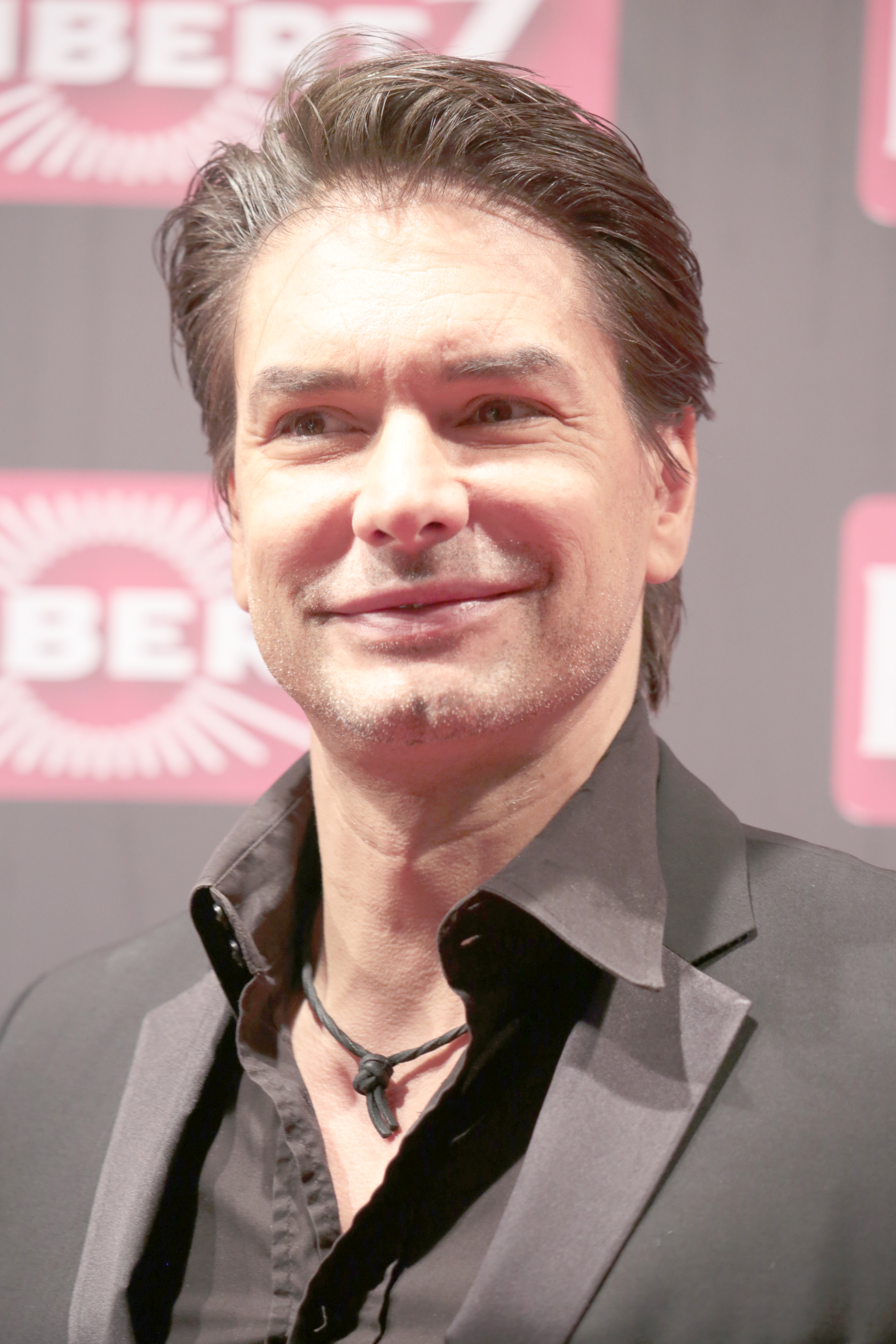
Marcus Schenkenberg (2018)

Marcus Schenkenberg (* 4. August 1968 in Solna bei Stockholm; bürgerlich Marcus Lodewijk Schenkenberg van Mierop) ist ein schwedisches Topmodel niederländischer Herkunft. Er lebt in den USA und besitzt auch die US-amerikanische Staatsbürgerschaft. Bekannt wurde er 1991 durch die Jeans-Kampagne für Calvin Klein. Schenkenberg ist seit 1990 im Model-Geschäft tätig und bis heute das bestbezahlte männliche Topmodel der Welt. Zeitweilig war er auch als Schauspieler aktiv. 2009 wurde sein Name zur Marke Marcus Schenkenberg ausgebaut. Zu den Produkten zählen Duftlinien, eine Männerpflegeserie, Schmuck, eine Fitness-DVD und eine Bodywear-Kollektion.

## Leben

### Kindheit und Entdeckung
Marcus Schenkenberg wuchs mit seinem zwei Jahre älteren Bruder Michael in Stockholm auf. Mit neun Jahren begann sein Interesse an Basketball und er spielte später für die Jugendmannschaft von Solna. Ein Musiklehrer sah in ihm ein musikalisches Talent und überredete ihn, das Violinespielen zu lernen, was Schenkenberg jedoch wieder aufgab. In den Sommerferien arbeitete er im Stockholmer Vergnügungspark und sparte das Geld für eine Reise in die USA. Die Schule schloss er im Bereich Wirtschaft ab. Sein Traum war es, in der NBA Profibasketball zu spielen, aber ein spezielles Berufsziel hatte er nicht. Seine Eltern stellten sich vor, dass er in einer Bank arbeiten oder Arzt werden würde.
1987 entschloss sich Marcus Schenkenberg in den USA neue Erfahrungen zu sammeln. Am 3. Januar 1988 erfolgte der Aufbruch mit einem sehr guten Freund in die Vereinigten Staaten. Nach Aufenthalten und einigen Jobs in New York City, Orlando und New Orleans kam er als Au-pair nach Los Angeles. Nach einem Job als Hundesitter betreute er in einer Familie die zwei Kinder und den Haushalt. In dieser Zeit begann er mit intensivem Fitness-Training und baute in wenigen Monaten an die 20 kg Muskelmasse auf, um sein Ziel als Profi-Basketballer zu erreichen. Die freien Wochenenden verbrachte Marcus Schenkenberg in Venice Beach, wo der 193 cm große Schwede 1989 beim Rollerskating vom Fotografen Barry King entdeckt wurde. King schlug ihm vor, Model zu werden und bot sowohl Probeaufnahmen als auch Hilfe bei der Suche nach einer Agentur an.

### Modelkarriere
1990 erhielt er einen Auftrag als Model in Paris und kam nach seinem Aufenthalt in Europa 1991 nach New York, wo er und die Modelagentur Boss Models sich füreinander entschieden, die ausschlaggebend für seine weitere Karriere war. Schenkenberg wurde neben Carré Otis für die Jeans-Kampagne von Calvin Klein in San Francisco verpflichtet. Die Fotos des US-amerikanischen Fotografen Bruce Weber waren der Beginn seiner Karriere als Model. Die Veröffentlichung der Kampagne erfolgte auf insgesamt 116 Seiten für das Magazin Vanity Fair. Im selben Jahr schaffte es Marcus Schenkenberg als erster Mann auf das Cover des Magazins Harper’s Bazaar. 1992 wurde Schenkenberg im Alter von 24 Jahren und drei Jahre nach seiner Entdeckung vom People Magazine zu den 50 Most Beautiful People („Die 50 schönsten Persönlichkeiten“) gezählt.
Seit Beginn seiner Modelkarriere wurde er unter anderem für Werbekampagnen und Modenschauen von Calvin Klein, Gianni Versace, Karl Lagerfeld, Donna Karan, Ungaro, Iceberg, Wolfgang Joop und Philipp Plein gebucht. Marcus Schenkenberg war auf den Titelseiten verschiedener Modezeitschriften wie Harper’s Bazaar, Vogue, Elle und weiteren Magazinen zu sehen. Im Februar 2010 war er das erste männliche Model auf dem Titel des Online Fashion-Magazins Teaser Magazine. Bei seinen Aufträgen hatte er unter anderem Shootings mit den Supermodels Claudia Schiffer, Naomi Campbell, Stephanie Seymour, Linda Evangelista, Cindy Crawford und Kate Moss. Er war zudem in verschiedenen Werbespots zu sehen.
Marcus Schenkenberg ist das bestbezahlte männliche Topmodel der Welt und steht weltweit weiterhin bei Agenturen in New York, London und Paris unter Vertrag. Durch seine Karriere ebnete er männlichen Models den Weg für eine bessere Bezahlung in der Branche und erhielt fast so hohe Gagen wie weibliche Models. Sein erster Agent, Jason Kanner, bemerkte zu Beginn von Schenkenbergs Karriere:

„Er kam gerade auf dem Höhepunkt der weiblichen Supermodels ins Geschäft und war wahrhaftig ein talentiertes Gegenstück. Er war der Einzige in der Welt, der neben ihnen auf einem Foto Bestand hatte und nicht durch ihre Schönheit verschluckt wurde.“

Sein weltweites Management führt die Firma Kuhlmann Beauty GmbH in Dietzenbach, die auch die internationalen Bild- und Medienlizenzen hält und mit der Akquise von Lizenzpartnern und der Special-Promotion seiner Kollektionen der Marke „Marcus Schenkenberg“ betraut ist.

### Filmografie
Marcus Schenkenberg fasste im Laufe der Jahre auch im Film- und Fernsehgeschäft mit vorwiegend kleineren Rollen Fuß. So wirkte er als Schauspieler in verschiedenen Filmen, darunter 1997 in seinem Filmdebüt als „Tiny“ in Prinz Eisenherz mit. 1999 hatte er in dem Drama Hostage die Hauptrolle. Sein letzter Film war Multiple Sarcasms (2010). Schenkenberg spielte hier an der Seite von Timothy Hutton und Mira Sorvino. Seine letzte Rolle hatte er 2012 in der amerikanischen Fernsehserie Smash.
2001 erhielt Marcus Schenkenberg ein Angebot als Moderator für einige italienische Fernsehshows. Er lernte Italienisch, zog nach Mailand und moderierte dort neben Auftritten in anderen Fernseh-Shows wie The Corlucci Cald Show und La Grande Note de Lunadi Sera. Ein Jahr später hatte er eine kleine Rolle in der Seifenoper As the World turns und pendelte nun zwischen Mailand und New York.
Er war ebenfalls in verschiedenen TV-Produktionen zu sehen, unter anderem in V.I.P. – Die Bodyguards, und stellte sich in zahlreichen Fernsehrollen selbst dar. 2005 nahm er an der vierten Staffel der amerikanischen Reality-TV-Show The Surreal Life teil.
Im deutschen Fernsehen hatte Schenkenberg verschiedene Auftritte: 2000 bei Wetten, dass..?, 2003 bei der Bambi-Verleihung und in den Jahren 2006 bis 2008 in Heidi Klums Germany’s Next Topmodel. Seit 2009 war er erneut mehrfach Gast in verschiedenen deutschen Fernsehsendungen. So 2009 als Tanzpartner von Giulia Siegel in der Sat.1-Show Yes we can dance und 2010 in der großen Quatsch Comedy Winter-Show mit Thomas Hermanns von ProSieben. Im selben Jahr war Marcus Schenkenberg zusammen mit Alexander Hold, Sven Hannawald und Ina Menzer als Mitglied des Teams Krüger Chai Latte Power-Wok im Vierer-Wok bei der 8. Wok-Weltmeisterschaft 2010 in Oberhof zu sehen. 2011 spielte er sich in einer kurzen Gastrolle in der ZDF-Telenovela Lena – Liebe meines Lebens selbst. 2014 trat er gegen Lucas Cordalis im Promiboxen an und nahm 2019 im Eichhörnchenkostüm an The Masked Singer teil.

### Veröffentlichungen
1997 veröffentlichte Marcus Schenkenberg acht Jahre nach seiner Entdeckung das Buch New Rules. Die Biografie beinhaltet außer persönlichen Tagebuchnotizen und Beiträgen zahlreiche private und öffentliche Fotos, sowie Kommentare von seiner Familie, Kollegen, Freunden und Auftraggebern.
2000 fragte ihn ein befreundeter Musikproduzent, ob er einen Song aufnehmen wolle. Dem eigentlich als Spaß gedachten Unternehmen folgte ein Vertrag mit Virgin Records. Der Song La Chica Marita wurde von Tony Catania produziert und außer als Single auch auf dem Soundtrack des Films Makellos mit Robert De Niro veröffentlicht. In einem Interview beschrieb Schenkenberg die Arbeiten an dem Song, dem Musikvideo und die folgende Promotion als eine gute Erfahrung. Allerdings könne er hierfür nicht dieselbe Leidenschaft entwickeln wie beispielsweise für die Schauspielerei. So war La Chica Marita seine einzige Single.

## Die Marke Marcus Schenkenberg
Im Februar 2009 gab Marcus Schenkenberg über sein deutsches Management bekannt, neben dem Modeln und der Schauspielerei wie bereits viele seiner weiblichen Kolleginnen als erstes männliches Model eigene Produkte auf den Markt zu bringen:

„Bei weiblichen Topmodels ist es normal, dass sie eigene Produkte wie Düfte oder Modekollektionen haben – bei Männermodels gibt es das noch nicht. Die Erweiterung meines Namens zur Marke gibt mir die Möglichkeit mich selbst stärker zu verwirklichen und meine Fans an meinem Lifestyle teilhaben zu lassen.“

Die internationale Eigenmarke Marcus Schenkenberg umfasst verschiedene Produkte, deren Entwicklung und Umsetzung nach seinen Ideen erfolgt. Im Juli 2009 startete Schenkenberg die Kampagne für seine Produkte mit der Präsentation seines ersten Parfüms, das in Zusammenarbeit mit LR Health & Beauty Systems entstand und er gemeinsam mit Leona Lewis in Dortmund vorstellte. Im September desselben Jahres folgte die erste Perlenschmuck-Kollektion You Rock für Männer, die er erstmals auf dem ersten Frankfurter Oktoberfest, der Fash'n Wiesn, präsentierte., 2015 die Zweite, Rock it. Die im Frühjahr 2010 erschienene Kosmetiklinie Platinum erhielt im Mai des Jahres im Rahmen der internationalen Kosmetik-Rohstoffmesse incosmetics in Paris den BSB-Innovationspreis in Bronze als „Innovativstes Endprodukt“. Die Produktpalette wurde im April 2010 durch die Fitness-DVD Body Secrets – sexy shape in just 2 weeks, einer weiteren Duftlinie und im Dezember durch eine Bodywear-Kollektion für Männer und Frauen erweitert, die ausschließlich über den Sender QVC vertrieben wird.

## Privatleben
Marcus Schenkenberg lebt in den USA (New York und Los Angeles) und hat eine Wohnung in Stockholm. Seit seiner Kindheit ist er begeisterter Sportler, wobei seine größte Leidenschaft dem Basketball gilt, er aber auch gerne Tennis spielt. Außer Schwedisch spricht Schenkenberg noch Englisch, Niederländisch, Französisch und Italienisch und versteht Deutsch.
Anfang der 1990er-Jahre war er unter anderem mit den Models Maureen Gallegher, Catherine Hardenborg und Rosemarie Wetzel liiert. Später zählten zu den prominenten Frauen, mit denen er ausging oder er eine Beziehung hatte, Mariah Carey, Nicky Hilton, Victoria Silvstedt und Jessica Simpson. Von 2000 bis 2001 berichteten die Medien regelmäßig über seine Beziehung mit Baywatch-Star Pamela Anderson, wodurch sein Bekanntheitsgrad auch außerhalb der Modewelt stieg. Zu seinem Beziehungsstatus äußerte er sich in den letzten Jahren in verschiedenen Interviews häufig unbestimmt. 2022 wurde Schenkenberg Vater eines Sohnes.

## Soziales Engagement und Sponsoring
Einen Teil der Einkünfte seines 1997 erschienenen Buches New Rules spendete er an eine Multiple-Sklerose-Stiftung, da auch sein Bruder an dieser Krankheit leidet. Wie viele Prominente unterstützt Marcus Schenkenberg die amerikanische Tierrechtsorganisation PETA. Zudem nimmt er weltweit an Modenschauen oder Sport-Turnieren für wohltätige Zwecke teil, darunter beispielsweise der jährliche Life Ball in Wien, der größten Benefiz-Veranstaltung in Europa zu Gunsten HIV-positiver und an AIDS-erkrankter Menschen, oder die „Charity Fashion Show“ Dressed to kilt in New York. Im August 2009 übernahm Schenkenberg die Schirmherrschaft für den LR Global Kids Fund in Schweden:

„In Schweden leiden viele tausend Kinder unter lebensbedrohlichen Krankheiten und ich weiß wie schwer es ist, Menschen, die einem nahe stehen durch solche Schicksale zu begleiten. Deshalb gebe ich dem LR GLOBAL KIDS FUND meine Stimme als Botschafter und unterstütze ihn in seiner Arbeit, um bedürftigen Kindern in Schweden Aussicht auf eine hoffnungsvolle Zukunft geben zu können.“

2010 unterstützte Marcus Schenkenberg weitere Wohltätigkeitsveranstaltungen. Darunter die AIDS-Kampagne Love Rocks und im Juni das RTL-Projekt „Wir helfen Kindern“. Den Promi-Schwimmwettbewerb in Lugano gewann er zusammen mit Isabel Edvardsson. Im selben Monat war Schenkenberg Teilnehmer der Action-Spielshow Fort Boyard, um mit anderen prominenten Teilnehmern um Geld für einen guten Zweck zu kämpfen. Er verletzte sich während der Dreharbeiten bei einem Sturz aus vier Metern Höhe schwer und brach danach seine weitere Teilnahme an der Show ab. Seine Gage für die Gastrolle in der ZDF-Telenovela Lena – Liebe meines Lebens spendete er dem Kinderhospiz Bärenherz in Wiesbaden.
Schenkenbergs Engagement bezieht auch Sport mit ein und so war er 2013 Sponsor der Damenmannschaft des seit über 110 Jahren bestehenden Offenbacher Tennisclubs, der zu den ältesten Tennisclubs in Deutschland zählt. Das Ziel, die Mannschaft der Damen aus der Verbandsliga in die Hessenliga zu führen, wurde im Herbst desselben Jahres erreicht.

## Veröffentlichungen
- New Rules. Schirmer/Mosel, München 1997, ISBN 3-88814-881-2.
- New Rules. Universe Publishing, New York 1997, ISBN 0-7893-0097-4. (englische Ausgabe)
- Body Secrets – sexy shape in just 2 weeks. riva, München 2010, DVD (130 Min.)